# Delshire (Ohio)
Delshire é um lugar designado pelo censo localizado no condado de Hamilton no estado estadounidense de Ohio. No Censo de 2010 tinha uma população de 3.180 habitantes e uma densidade populacional de 1.756,52 pessoas por km².

## Geografia
Delshire encontra-se localizado nas coordenadas 39° 05′ 19″ N, 84° 35′ 42″ O. Segundo a Departamento do Censo dos Estados Unidos, Delshire tem uma superfície total de 1.81 km², da qual 1.81 km² correspondem a terra firme e (0%) 0 km² é água.

## Demografia
Segundo o censo de 2010, tinha 3.180 habitantes residindo em Delshire. A densidade populacional era de 1.756,52 hab./km². Dos 3.180 habitantes, Delshire estava composto pelo 92.99% brancos, o 2.92% eram afroamericanos, o 0.22% eram amerindios, o 1.73% eram asiáticos, o 0.13% eram insulares do Pacífico, o 0.25% eram de outras raças e o 1.76% pertenciam a duas ou mais raças. Do total da população o 0.91% eram hispanos ou latinos de qualquer raça.